# 카카오 웹툰
카카오 웹툰은 카카오엔터테인먼트에서 제공하고 있는 웹툰 서비스이다.

## 연혁
- 2003년 2월 24일 다음 만화속세상 설립
- 2016년 9월 1일 다음웹툰 컴퍼니 설립
- 2021년 8월 카카오 웹툰 설립

## 상세
한국의 웹 포탈 사이트 다음의 만화속세상 이라는 웹툰 코너로 처음 시작하였다. 이후 규모가 커짐에 따라서 다음웹툰 컴퍼니로 설립되어 커져가는 웹툰 시장에서 유의미한 상승세를 보였다. 이후 카카오가 다음을 합병함에 따라서 카카오 웹툰으로 이름을 바꿨다. 2023년에는 웹툰 리그를 종료시켰다. 원래 다음웹툰의 색은 주황색이었는데, 카카오 웹툰 통합 이후 검정색으로 변경되었다.

## 연재 중인 웹툰

### 월요일
- 무지개다리 파수꾼
- 극한견주 시즌2
- 붉게 물들면
- 조류공포증
- BLOCK
- 뱀파이어님의 대리식사
- 중도빌라
- 내 남자의 청첩장
- 재활용 머학생
- 도령의 가족
- 노동본색
- 샤크 와이번
- 코알랄라
- 대사형 선유
- 그 책에 마음을 주지 마세요
- 타원을 그리는 법
- 신수도시
- 후회물 악녀는 이혼해서 행복합니다
- 평행선의 100일
- 발푸르기스의 너머

### 화요일
- 푸른 눈의 책사
- 지옥사원
- 리듬 앤 베이스볼
- 김야 브이로그
- 프로야구 생존기
- 트레이스
- 나쁜 X
- 오무라이스 잼잼
- 기프트
- 문 뒤에 지옥이 있다
- 불멸의 투귀
- 하렘생존기
- 후궁공략
- 헤븐 투 헬
- 비에 젖은 흔적들이다
- 딩스뚱스
- 그림자 미녀
- 이번 생은 조연으로 살겠습니다
- 엑스텐
- 웹소설 최강자들로 게임정복
- 버그 트레인
- 심봤다

### 수요일
- 순진한 바람
- 나만의 XX
- 천광명월
- 옆집 이방인
- 블랙 헤이즈
- 아오링 제주
- 쌍갑포차
- 유부녀 킬러
- 냠냠의 철학
- 전지적 짝사랑 시점
- 향단뎐
- 양말도깨비
- 늪에 잠든 것
- 헤모글로빈의 시
- 블랙 베히모스
- 남주를 죽여보겠습니다
- 이클립스
- 방구석 여포
- 제비가 사는 집
- 넘치지도 마르지도 않는
- 뇌명의 하라
- 금안의 바리
- 데스멘탈
- 배테랑 조연의 업무일지

### 목요일
- 관존 이강진
- 극한견주 시즌2
- 내가 죄인이오
- 재벌과의 인터뷰
- 매화꽃그늘
- 도령의 가족
- 열아홉 예고남녀
- 어쿠스틱 라이프
- 어른연습
- 간절히 원하면 우주가 들어줄거야
- 완전한 정복
- 후궁공략
- 헤븐 투 헬
- 늑대 대공의 반려인간
- 시간이 머문 집
- 어쩌다 발견한 7월
- 원더랜드:블랙 케이지
- 가엾은 캄비온
- 환생보스
- 도깨비언덕에 왜 왔니?

### 금요일
- 연하는 욕구불만
- 사랑도 귀농이 되나요?
- 퀴퀴한 일기
- 무적자
- 노이즈컴백
- 입 맞추는 사이
- 프로야구 생존기
- 냉혈
- 불청객과 춤을
- 위버멘쉬
- 고스트 터미널
- 거인의 꽃
- 부모님을 죽인 원수와 결혼했습니다
- 소녀신선
- 그림자 미녀
- 류나
- 아크
- 이세계 덤프트럭
- 플레누스

### 토요일
- 레드스톰-왕의귀환
- 구애, 여우를 홀리다
- 경성 란제리 의상실
- 반지하셋방
- 무장-무투전
- 재워주는 사이
- 그래서 아내는 누가 죽인건데
- 깨는 연애
- 백작가의 불청객들
- 야겜인류
- 나도 사람이야
- 귀짤 로맨스
- 허약선생
- 꼭두각시 대마법사
- 먼저 덩어리 짱덕
- 별똥별이 떨어지는 그 곳에서 기다려
- 등쪽으로
- 부기영화
- 99대장
- 코스모의 미로
- 나는 대놓고 신데렐라를 꿈꾼다
- 도사 아카데미 무위관

### 일요일
- 가드패스
- 더티 매리지
- 퀴퀴한 일기
- 내가 버린 개에게 물렸을 때
- 슬프게도 이게 내 인생
- 신인인데 천만배우
- 서른하나 고.독.사 그녀들
- 웰컴 투 언데드파크
- 하렘생존기
- 전지적 짝사랑 시점
- 헤븐 투 헬
- 첫사랑 그녀를 뺏겠습니다!
- 양말도깨비
- RAINBOW
- 데드엔딩 수집가 하녀님
- 브린니와 빈자리
- 우리는
- 망겜탈출!
- 집 잘못 찾아오셨어요, 악역님
- 정령군주

## 같이 보기
- 다음 웹툰리그
- 다음 웹툰 목록